# سیاست خارجی حسن روحانی
حسن روحانی بر این باور است که اساس سیاست خارجه بایستی در راستای تأمین منافع ملی و امنیت ملی ایران باشد و اگر سیاست خارجی قادر بود تأمین منافع ملی را تضمین و کشور را در راه توسعه و گسترش قرار دهد و به سخن ساده‌تر هزینه‌ها را کاهش و سودها را افزایش دهد، این سیاست خارجی مطلوب خواهد بود؛ بنابراین برمبنای حقیقت‌های دنیای کنونی و شرایطی که ما حالا داریم، باید هزینه‌ها را کم و فایده‌ها را بیفزایم. سیاست خارجه در چارچوب منافع و امنیت ملی باید تعریف و تدوین گردد. در سیاست خارجه بایستی از تجربیات مطلوب دولت‌های پیشین و حتی دولت نهم و دهم که من منتقد این دولت بوده و هستم باید بهره برد. منتقد بودن به معنای این نیست که در این دولت کار خوبی صورت نگرفته است. ضمن توجه به این موضوع که در دولت سازندگی و دولت اصلاحات به عنوان دبیر شورای عالی امنیت ملی حضور داشتم با سیاست‌های اجرایی آن دو دولت آشناتر هستم و برای من آن سیاست‌ها ملموس‌تر است و در تدوین سیاست‌های آن دوره، تصمیم‌گیری و تصمیم‌سازی داشته‌ام، بنابراین بسیاری از آن سیاست‌ها مورد پذیرش من است.
روحانی اعتقاد دارد قطع رابطه با کشورهای دیگر امکان‌پذیر نیست، قطع رابطه نه شدنی است نه امکان‌پذیراست که انزوا حاصل شود و نمی‌توان کشور را از جهان جدا کرد. کلید حل معضلات تدبیر است مگر ما قادر نبودیم با جهان رابطه خوب داشته باشیم؟ در دولت اصلاحات رابطه‌ای با جهان داشتیم که به ما پیشنهاد کردند هر میزان می‌خواهیم وام با بهره کم بگیریم.
حسن روحانی دربارهٔ هدف ورودش به انتخابات ریاست جمهوری گفته بود «ما برای اینکه به اهداف ملی دست پیدا کنیم و برای اینکه کشور را از تحریم ظالمانه نجات دهیم و برای اینکه روابطمان را با دنیا براساس تعامل سازنده بنیانگذاری کنیم در این عرصه ورود کرده‌ایم.»
حسن روحانی برای تشکیل کابینه دولت تدبیر و امید، چهار کارگروه اقتصادی، سیاست خارجی، سیاست داخلی و مسائل فرهنگی و اجتماعی را تشکیل داده است که زیر نظر این چهار کمیته؛ ۲۰ کارگروه مشغول به کار هستند، از ۵۰۰ نفر از صاحبنظران و شخصیت‌های فرهیخته، دانشگاهی با سابقه کار اجرایی یا قانون‌گذاری و بسیاری از تشکل‌های مردمی نیز استفاده کرده است.
روحانی می‌گوید پیام انتخابات ۱۳۹۲ سیاست خارجی پویا و فعال با جهان بود که البته همراه با احترام، منافع و حفظ حقوق متقابل است. 
حسن روحانی در خصوص سیاست خارجی دولت احمدی‌نژاد می‌گوید که سیاست خارجی این دولت را نمی‌پسندد و شیوه‌های آن را قبول ندارد، البته وی همچنین اضافه کرده است که شرایط امروز ما هم با دولت‌های گذشته متفاوت است.
حسن روحانی بر این باور است افرادی که بار امانت سیاست خارجی را بر دوش می‌گیرند باید افرادی حرفه‌ای، با کار دقیق کارشناسی، روی گشاده و شهامت باشند. ما در بیان منافع ملی‌مان باید با کمال شهامت حرف بزنیم و با کسی تعاریف نداریم، ولی سخن باید عادلانه، دقیق و منطقی باشد. این عرصه جای شعر و شعار نیست، جای فهم درست مسائل و وقایع جهانی است و اگر نتوانیم به درستی درک کنیم و نتوانیم در تصمیم‌سازی و دیگر مسائل مرتبط با آن موفق باشیم در اجرا نیز موفق نخواهیم بود. اگر ملت احساس کند که ما با تدبیر کار می‌کنیم حتی اگر دنیا هم بخواهد زور بگوید تمام ملت پشت سر ما خواهد بود و اگر شعار بدهیم و بی‌منطق حرکت کنیم و نحوه سلوک ما به گونه‌ای باشد که مردم احساس کنند که ما دقیق عمل نکردیم اجماع ملی ایجاد نمی‌شود.

« بسیاری از تهدیدها با این انتخابات برطرف و جایگاه جمهوری اسلامی ایران در عرصه بین‌الملل به جایگاهی جدید در افکار عمومی مبدل شد و جهانیان با دیدگاهی دیگر نسبت به ایران و نظام جمهوری اسلامی ایران نگاه کردند. در سیاست خارجی دولت تدبیر و امید ضمن توجه به حقوق مردم و پاسداشت همه حقوق ملت ایران تلاش می‌کند با منطق و استدلال و تعامل سازنده با دنیا شرایطی را بوجود آورد تا بهانه‌هایی که غرب برای تحریم ایران دنبال می‌کند را از دست آنها گرفته و تلاش می‌کند که فشار نابجا، نابحق و غیرقانونی که علیه ملت ایران به انجام رسیده از ملت دور کند. »

حسن روحانی در مجلس خبرگان رهبری، ۱۳ شهریور ۱۳۹۲
سیاست خارجه حسن روحانی را می‌توان در موارد زیر خلاصه کرد:
- اولویت قرار دادن روابط دوستانه و نزدیک با همه همسایگان
- تلاش برای خروج پرونده هسته‌ای ایران از شورای امنیت در کنار تکمیل فناوری هسته‌ای
- حذف تحریم‌ها، جلوگیری از افزایش تنش بین رابطه ایران و آمریکا
- حل بحران سوریه به وسیله خود مردم سوریه
- آرمان‌خواهی واقع‌گرایانه[۹]
- قدرت‌جویی بین‌المللی محاسبه‌گرانه[۱۰]
- تعامل با نظم بین‌المللی[۱۱]
- موازنه قدرت بر اساس مفهوم اعتدال[۱۲]
- تنش‌زدایی به ویژه با همسایگان و رویکرد هزینه-فایده[۱۳]
- خودداری از درشت سخن راندن در مقابل دشمن و شناخت نقشه‌های آن[۱۴]
- تدبیر و مدیریت در برابر نقشه‌های دشمن[۱۵]
- رسیدن به نظر واحد بین دولت و مجلس برای سهم مشکلات داخلی و مسائل جهانی به منظور سهولت در امور[۱۶]
- خطا برشمردن اندیشه تقابل و تسلیم با دنیا و پیمودن مسیر تعامل سازند[۱۷]ه
- پایان دادن به بداخلاقی‌های سیاسی[۱۸]

حسن روحانی می‌گوید اگر چند کشور را استثناء کنیم تمام کشورهای دنیا پس از پیروزی من در انتخابات پیام تبریک فرستادند و بعضی هم تماس تلفنی گرفتند. به همه این پیام‌ها پاسخ داده شده است. تقریباً کشورهای مهم اروپایی پیام فرستادند که به آنها هم پاسخ داده شده است. در واقع این پیام‌های فضای جدیدی در روابط بین جمهوری اسلامی ایران با دنیای بیرون بود.
حسن روحانی می‌گوید سیاست خارجی ما در چارچوب اصول خاصی است، ما در منطقه خواهان ثبات و صلح و از بین رفتن زمینه‌های جنگ هستیم. روابط ایران براساس منافع ملی و منافع ملت‌های مختلف با بازیگران بین‌الملل از جمله غرب تنظیم می‌شود.

## پرونده هسته‌ای و تحریم‌ها

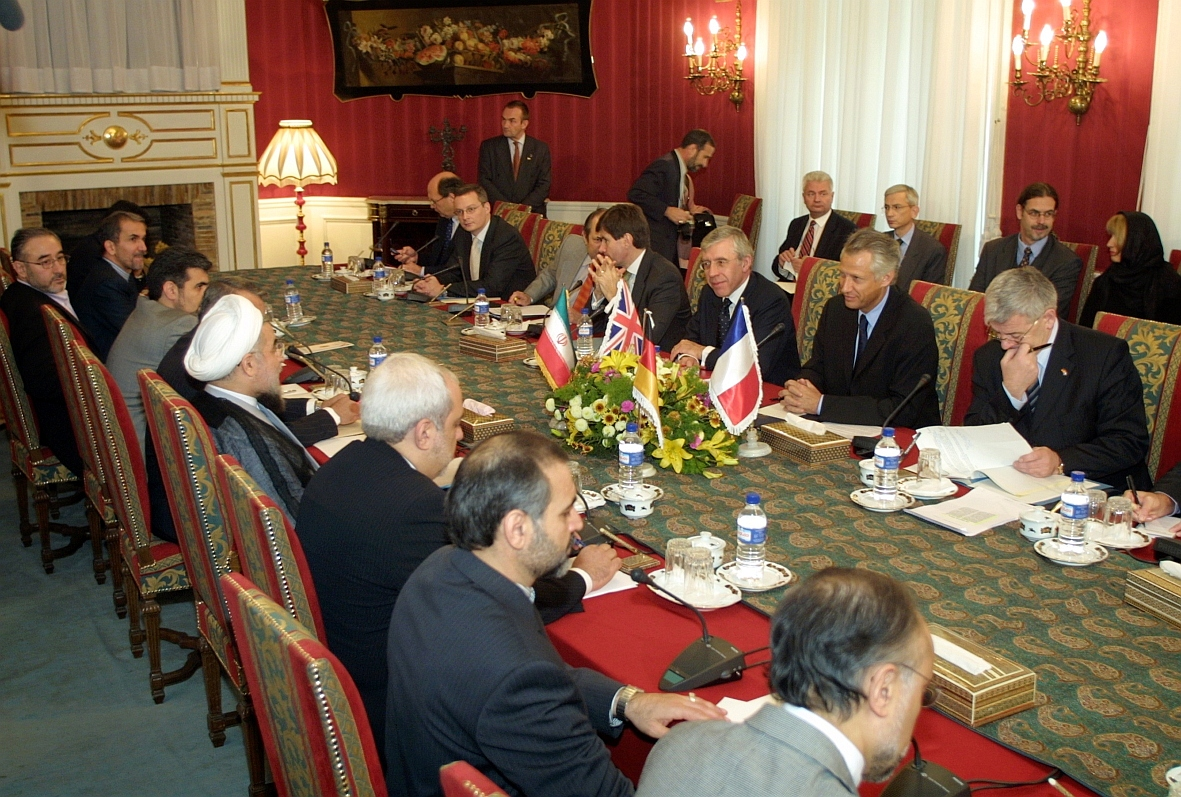
نخستین نشست هسته‌ای با سه کشور اروپایی، تهران (سعدآباد)، ۲۹ مهر ۱۳۸۲

سیاست حسن روحانی در مسئله هسته‌ای ایران، تلاش برای خروج پرونده ایران از شورای امنیت در کنار تکمیل فناوری هسته‌ای در کشور است. حسن روحانی می‌گوید هم برای ایران و هم برای دشمنان و کشورهای غربی تنها روش، گفتگو و مذاکره است. مقصود دولت بایستی در نهایت این باشد که تحریم‌ها زدوده شود؛ چرا که به سود ملت ما نمی‌باشد. اینکه در کدام نشست و به چه شکل موضوع لغو تحریم‌ها را مطرح کنیم، یک تاکتیک مذاکراتی است. باید مقداری راهکارها و لحن و ادبیات‌مان تغییر کند. ضمن اینکه به نظم جهانی انتقاداتی دارم اما به معنی تقابل با دنیا هم نیست. باید به نوعی با دنیا در تعامل باشیم که هزینه‌هایمان را کاهش دهیم و خود را به مقاصدی که در سند چشم‌انداز است نزدیک کنیم. اگر غرب حقیقتاً به دنبال اعتماد نسبت به فعالیت‌های هسته‌ای ایران است روشی جز مذاکره ندارد و ما هم برای نیل به حقوق‌مان و شکستن تحریم‌ها و گذر از مسیری که اکنون دشمن برای ما به وجود آورده است مذاکره بهترین روش است. در جهان سیاست خارجی نیاز است به دنبال یارگیری باشیم. در شورای حکام آژانس بین‌المللی انرژی اتمی ۳۵ کشور وجود دارد که باید از میان آنها یارگیری کنیم تا به مقصودمان برسیم. حسن روحانی گفته است بایستی اسلوبی را برگزینیم که ایران را به هدفش برساند نه راهی که تکبیرآفرین باشد. یکی از مجال‌هایی که برای آمریکایی‌ها موجود است در صحنه ۱+۵ است. اگر آنها قصد دارند در خصوص پرونده هسته‌ای سخن بگویند مذاکرات فرصت مناسبی است، اما اینکه آمریکا به جلسات می‌آید و سختگیری و مقاومت نابجا می‌کند فرصتی است که از دست می‌رود.

### دیدگاه محمد جواد ظریف
محمدجواد ظریف وزیر امور خارجه ایران می‌گوید اگر آمریکا به دنبال بازی با حاصل جمع صفر در صحنه بین‌المللی باشد، هم خودش می‌بازد و هم طرف مقابل. باید این واقعیت را درک کنیم و دیگران را هم وادار به درک آن کنیم که سیاست خارجی عرصه بازی با حاصل جمع مثبت است و بازی برد - برد است. مردم ایران از حقوقشان نخواهند گذشت و هیچ دولتی هم نمی‌تواند از حقوق مردم بگذرد، اما می‌خواهیم به دنیا نشان دهیم که هیچ تهدیدی از جانب ایران وجود ندارد. ما اصولاً سلاح هسته‌ای را در جهت امنیت کشور نمی‌دانیم. وجود آنها را تهدید امنیت می‌دانیم. سلاح هسته‌ای جایگاهی در دکترین دفاعی ایران ندارد و مایه تهدید است به جای فرصت. ایران کشور قدرتمندی است و نیازمند حضور فعال و قدرت اجماع‌سازی است. باید زمینه‌چینی‌ها مرحله به مرحله انجام شود و در کنار آن با مذاکرات هوشمندانه در برنامه‌ریزی میان مدت و دراز مدت زمینه تحریم‌ها را از بین برد. امیدواریم بتوانم با برنامه‌ریزی، طراحی و اجماع داخلی این کار را انجام دهیم. تهدید در منطقه ما در زمینه هسته‌ای، اشغال و توسعه طلبی رژیم صهیونیستی است نه تهدید موهومی به نام ایران. کشور ایران قدرتمند است و می‌تواند درست از موضعه اعتماد به نفس مذاکره کند و نگران نباشد که اگر وارد بده بستان سیاسی شویم حقوقمان از دست می‌رود. ما حقوقمان را به هیچ وجه معامله نمی‌کنیم. اگر عقب نروند اشتباه بزرگی مرتکب شده‌اند و ایران متناسب با آن اقدام خواهد کرد. آنها باید بدانند که ایران از حقوق خود کوتاه نخواهد آمد. حقوق ایران باید حفظ شود و نگرانی آنها باید رفع شود. باید از این عبارات هیجان زده هم که در دنیا القا کنند ما چنین قصدی داریم اجتناب شود زیرا هیچ پایه‌ای ندارد که ایران بخواهد دنبال برنامه غیرصلح‌آمیز باشد. گاهی ما از عباراتی استفاده کردیم که معنای آن را نمی‌دانستیم. کلمات در دنیا معنا دارند. باید از اینها مراقبت کنیم و نگذاریم از معانی علیه ما سوءاستفاده شود. از همه دوستان تقاضا می‌کنم مراقب واژه‌ها باشند.

## رابطه با آمریکا
وی دربارهٔ رابطه با آمریکا می‌گوید رابطه ایران با آمریکا مسئله پیچیده و دشواری است؛ ساده نیست. زخم کهنه‌ای وجود دارد که باید درمان شود. دنبال افزایش تنش نخواهیم بود. عقل سلیم هم حکم می‌کند دولت و کشور به فکر آینده باشند و ترمیم گذشته. هرگونه سخن گفتن با آمریکا باید بر مبنای منافع و احترام متقابل و از موضع برابر باشد اما آمریکا باید تصریح کنند که در امور داخلی ایران هرگز مداخله نخواهند کرد ثانیاً تمام حقوق حقه ایران مانند هسته‌ای را به رسمیت بشناسند و سیاست‌های یکجانبه‌گرایی و زورمدارانه نسبت به ایران را کنار بگذارند در این شرایط زمینه متفاوت می‌شود اما همه باید بدانند که دولت آینده از حقوق حقه ملت ایران هرگز کوتاه نخواهد آمد. آماده‌ایم تنش‌ها کاهش یابد. حسن روحانی همچنین گفت که در صورتی که آمریکا به مفاد قرارداد الجزایر دربارهٔ عدم مداخله در امور داخلی ایران پای بند باشد و نیز از موضع رفتار زورمدارانه عمل نکند تهران حاضر است از موضعی برابر با واشینگتن در مورد موضوعات مورد اختلاف گفتگو کند.

« در برابر دشمن درشت سخن گفتن راه‌حل نیست بلکه باید دشمن را بشناسیم و نقشه‌های آن را بشناسیم. باید در برابر نقشه دشمن تدبیر کنیم، باید مدیریت کنیم، سخن گفتن و فریاد زدن گاهی ممکن است زیبا باشد اما حتماً کافی نیست. »

حسن روحانی در جلسه غیرعلنی و غیررسمی مجلس، ۲۳ تیر ۱۳۹۲
روابط امروز ایران با آمریکا در حد دشمنی و تخاصم است، باید سعی کنیم این حد را با برنامه‌ریزی و تدبیر پایین آوریم و حداقل روابط را از دشمنی به تنش برسانیم. در وضعیت کنونی قادر نیستیم بگوییم با آمریکا می‌خواهیم تنش‌زدایی کنیم زیرا امروز بحث تهدید و تخاصم است. در ۸ یا ۱۰ سال پیش می‌شد اما امروز در مرحله دیگری قرار گرفته‌ایم.
حسن روحانی در دومین نشست خبری خود گفت «برای ما آنچه مهم است، پاسخ عملی دولت آمریکا و نه بیانیه‌هاست، ما همه اقدامات دولت آمریکا را به دقت رصد می‌کنیم و اگر اقدامات عملی و سازنده‌ای ببینیم پاسخ متناسب و مشابه به آن می‌دهیم.»
روزنامه واشینگتن پست از قول حسن روحانی نوشت اگر ایالات متحده آمریکا مشتاقانه و با حسن نیت به همراه احترام متقابل وارد عمل شود، راه گفتگو و تعامل گشوده و هموار است.
وبگاه رجانیوز به نقل از واشینگتن پست گزارش داده است با وجود تمام فشارها و تحریم‌هایی که روی ایران است، این آمریکا است که خود را برای دادن امتیاز آماده می‌کند و شرایط را برای تباهی قدرت اعمال فشار واشینگتن آماده می‌نماید.

« سیاست خارجی جای شعار نیست و اگر خیلی دوست داریم تکبیر یا کف بگیریم راه‌های دیگری وجود دارد، سیاست خارجی را حق نداریم صرف تکبیر و کف کنیم چون سیاست خارجی بسیار حساس است. در سیاست خارجی اشتباه برای ملت بسیار سنگین خواهد بود و اگر در سیاست خارجی موضع گیری خطا صورت گیرد از جیب مردم خرج شده است و باید پاسخ گوی ملت بود. »

حسن روحانی در جلسه معارفه محمدجواد ظریف، ۲۶ مرداد ۱۳۹۲
روحانی در شهریور ۱۳۹۳ در گفتگو با شبکه تلویزیونی ان بی سی آمریکا: اراده دولت من بر این است که سطح تخاصم و تنش را پایین بیاوریم و شرایط را برای اینکه دو ملت بتوانند به هم نزدیک تر شوند، فراهم کنیم، به اعتقاد من ملت ایران یک ملت بسیار بزرگ با سابقه تمدن بسیار عظیم است و امروز مردم آمریکا هم مردمی فعال در صحنه علمی، فرهنگی و اقتصادی هستند رابطه نزدیک این دو ملت می‌تواند خیلی از مشکلات را حل بکند. رابطه نزدیک تر می‌تواند راه‌های جدیدی را پیش روی سیاست مداران آمریکا بگذارد به هر حال معتقدم به آینده باید بیشتر نگاه کنیم تا گذشته. روحانی در پاسخ به این پرسش که می‌توانید پیش بینی کنید رئیس جمهور آمریکا به ایران سفر کند، اظهار داشت: به هر حال این عدم رابطه و شرایط ایران و آمریکا تا قیامت که نخواهد بود. به هر حال زمانی دریک شرایط مناسبی، در دوره این دولت یا دولت بعدی و یا بعد از آن، مسئله ایران و آمریکا حل خواهد شد و اینگونه نیست که ۱۰۰ سال دیگر هم همین‌طور باشد.

## رابطه با روسیه
حسن روحانی در خصوص روسیه می‌گوید ما در بسیاری از مسائل منطقه‌ای و جهانی با روسیه اشتراک نظر داریم و ارتباط خوب و همکاری متعددی با این کشور داریم و تلاش داریم که روابط خود را با روسیه توسعه دهیم که در این سفر (سفر شهریور ماه به قرقیزستان و دیدار با ولادمیر پوتین) اولین قدم در این زمینه برداشته می‌شود.

## رابطه با چین
روحانی می‌گوید رابطه با چین اهمیت زیادی دارد و ما همکاری متعددی با چین داریم و این کشور آماده سرمایه‌گذاری در بخش‌های مختلف کشور ماست و یکی از طرح‌هایی که در هیئت دولت تدبیر و امید به تصویب رسید دربارهٔ بحث بهره‌برداری از حساب‌هایی است که از فروش نفت در خارج از کشور از جمله چین داریم.

## افغانستان و طالبان
حسن روحانی در نشست خبری در نیویورک (۱۳۹۲) در مورد ثبات امنیت در کشورهای افغانستان و پاکستان گفت: ممکن است افغانستان در سال آینده با مسائل و مشکلات جدیدی روبرو باشد. از هم‌اکنون آنهایی که در منطقه تاثیرگذارند، باید به فکر همکاری بیشتر و کمک بیشتر به دولت افغانستان باشند. من تاکنون دو بار با آقای کرزای بحث و گفتگو داشتم. یکی در تهران و دیگری در قرقیزستان. در این مذاکرات خود آقای کرزای نیز برای آینده افغانستان نگرانی فراوانی داشت. بحث افغانستان بر سر این است که هر گروهی که می‌خواهد پای میز مذاکره بیاید و متعهد باشد، باید به چارچوب‌های دموکراسی و قواعدی که مورد قبول است، پایبند باشد. در بحث طالبان این نکته مطرح است که طالبان به عنوان گروهی که اکنون در حال انجام عملیات‌های تروریستی هستند، آیا می‌خواهند این کارها را کاملاً کنار بگذارند و به صورت یک شهروند عادی و به صورت یک حزب و فعال سیاسی در جامعه افغانستان باشند یا خیر؟ روحانی با بیان این که طالبان و دولت افغانستان هنوز در قدم‌های اولیه مذاکره هستند، گفت: اگر این مذاکرات منتهی به حضور سیاسی طالبان در افغانستان شود و طالبان اعلام آمادگی کند که سلاح‌های خود را زمین بگذارد و به عنوان یک شهروند فعال درافغانستان فعالیت کند، به نظر من چنین صلحی می‌تواند برای آینده افغانستان و ثبات در منطقه مؤثر باشد. وی با اشاره به نوع تفکرات طالبان افزود: طالبان در دوران حکومت خود سختی‌های فراوانی را برای مردم به ویژه از لحاظ آزادی‌های اجتماعی به وجود آورده بود. از سوی طالبان افکار افراطی وجود داشت، ولی من فکر نمی‌کنم که در جامعه امروز آن افکار قابل قبول باشد. چرا که ما نمی‌توانیم راجع به زنان چنین نظری داشته باشیم که زن‌ها نباید در فعالیت‌های اجتماعی حضور داشته باشند. زنان همانند مردان و مساوی با آنها باید در عرصه‌های اجتماعی فعالیت داشته باشند. ما نمی‌توانیم از آزادی‌های فرهنگی یک جامعه جلوگیری کنیم. تکثرهای فرهنگی و اندیشه‌ای را باید بپذیریم و قبول کنیم. من امیدوارم طالبان با فکری نو و در چارچوب یک تشکل سیاسی بپذیرد که در افغانستان آینده حضور داشته باشد. صلح بر مبنای خواست ملت افغانستان می‌تواند مفید باشد. به این دلیل که جنگ برای افغانستان ویرانگر است و مردم از جنگ و برخوردهای نظامی خسته شده‌اند و تروریسم باعث شده است که در افغانستان یک فعالیت با ثبات اقتصادی پا نگیرد. ما همچنین تلاش کردیم زمینه ارتقای روابط اقتصادی ایران با دیگر کشورها را فراهم کنیم.

## جنبش عدم تعهد
حسن روحانی در نشست وزرای خارجه جنبش عدم تعهد (۱۳۹۲) در نیویورک گفت خوشحالم که توانستم در نشست وزرای خارجه کشورهای عضو جنبش عدم تعهد شرکت کنم. حضور من در این نشست یادآور احساس مثبتی است که مردم ایران همواره و حتی قبل از اینکه ایران به عضویت جنبش عدم تعهد درآید، در قبال آن داشته‌اند. برخی از شما احتمالاً می‌دانید که عضویت جمهوری اسلامی ایران در جنبش عدم تعهد از نخستین تصمیماتی بود که دولت جدید ایران بعد از پیروزی انقلاب اسلامی در سال ۱۳۵۷ اتخاذ کرد. با وجود این، شمار اندکی از شما ممکن است بدانید که ذهن و دل بسیاری از ایرانیان از ابتدای تأسیس این جنبش مجذوب آن و آرمان‌هایش بوده است. فعالیت‌های جنبش در طول سال‌های اولیه در دوران جنگ سرد، از جمله کمک‌های مؤثر آن به مبارزات ضد استعماری ملت‌های تحت استعمار، عدم وابستگی به پیمان‌های نظامی یک جانبه، نفی استفاده از زور یا تهدید به زور در روابط بین‌الملل، اقدام برای پیشبرد منافع اقتصادی و علائق سیاسی کشورهای جنوب و نهایتاً اشتیاق جنبش به حفظ صلح، همواره مورد تحسین ایرانیان بوده است. اصلِ محوری جنبش، اجتناب از همسویی با ابرقدرت‌ها، ریشه در اعتقادات سیاستمداران ضد استبدادی و ضد استعماری داشت که اصل «موازنه منفی» راهنمای سیاست خارجی آنها بوده است. بر مبنای این اصل، اعطای امتیاز به یک قدرتِ بزرگ و اعطای امتیازی مشابه به دولت بزرگ دیگر، مردود است. این مفهوم در انقلاب اسلامی ایران در قالب شعار «نه شرقی نه غربی» در تظاهرات عمومی که به پیروزی انقلاب اسلامی انجامید، ظاهر شد. ویژگی جنبش عدم تعهد در توانایی آن بر گرد هم آوردن شمار فزاینده‌ای از کشورها بوده که علی‌رغم وجود تفاوتهای ایدئولوژیک، سیاسی، اقتصادی و فرهنگی در بین آنها، اصل اساسی و اهداف عمده جنبش را پذیرفته و آمادگی خود را برای تحقق آنها نشان داده‌اند. از نظر تاریخی، کشورهای عضو جنبش، ثابت کرده‌اند که توانایی غلبه بر این تمایزات و ایجاد زمینه‌های مشترک برای اقداماتی را دارند که می‌تواند به همکاری و اعتلای ارزش‌ها و منافع مشترک منجر شود. جنبش عدم تعهد از نظر کمک به آرمانِ جهانِ در حال توسعه و تلاش برای به هم نزدیک کردن کشورهای جنوب و تسهیل گفتگو و تفاهم بین آنها، اقدامات مؤثری انجام داده است. لازم است جنبش عدم تعهد ضمن تدوین مواضع خود به نحوی مستقل و در جهت پیشبرد منافع اعضایش، از هیچ تلاشی برای کمک به آرمان جهانی صلح و توسعه در تعامل با دیگر بازیگران در سیاست جهانی نیز فرو گذار نکند. از آنجا که ما در یک جهان به هم وابسته و درهم تنیده زندگی می‌کنیم، منافع هیچ کشوری یا هیچ گروهی از کشورها نمی‌تواند به ضرر منافع دیگران در نظر گرفته شود. ایران در دوره ریاست بر جنبش عدم تعهد از هیچ تلاشی برای اعتلای اصول و تحقق اهداف عالیه آن فروگذار نخواهد کرد و مصمم است هر آنچه در توان دارد جهت تقویت عملکرد جنبش، اعتلای اهداف و افزایش اثربخشی آن بکار گیرد. در نخستین سال ریاست ایران بر جنبشِ عدم تعهد، دفتر همآهنگی جنبش در نیویورک، ترویکا، گروه‌های کاری و فراکسیون‌های آن در شورای امنیت و کمیسیون حفظ صلح بیش از ۱۰۰ جلسه در سازمان ملل در نیویورک و دفاتر سازمان ملل در دیگر کشورها برگزار کرده‌اند. در این نشست‌ها، جنبش، اقدام به تدوین مواضع خود در ارتباط با طیف وسیعی از موضوعات، از جمله موارد مربوط به عملیات حفظ صلح، حقوق بشر، خلع سلاح، تجدید ساختار شورای امنیت، تقویت مجمع عمومی و مسائل حقوقی کرده و در ارتباط با موضوعات موجود در دستور کار شورای امنیت و کمیسیون تحکیم صلح به رایزنی پرداخته است. همزمان به نحوی سازنده به پیشبرد مباحث و نیل به راه حلهای مورد قبول همگان، در ارتباط با چالشهای پیش رو در همه ارکان سیستم ملل متحد کمک کرده است. اکنون اجازه دهید تا به اجمال نکاتی را در مورد موضوع این نشست، یعنی «حاکمیت قانون در سطح بین‌المللی» مطرح کنم. تأکید بر حاکمیت قانون بخش مهمی از مواضع من در جریان مبارزات انتخاباتی اخیر بود. من به تعهدم نسبت به قانون گرایی کاملاً پایبندم و با تمام توان در جهت اعتلای حاکمیت قانون در تمامی ابعاد آن در سطح ملی و بین‌المللی خواهم کوشید. اجازه می‌خواهم تا تنها به بعضی از این ابعاد اشاره کنم: از آنجا که «توسعه» همواره یکی از موضوعات مهم در جنبش عدم تعهد بوده، مایلم تأکید کنم که حاکمیت قانون و توسعه، قویا با هم در ارتباط اند و یکدیگر را تقویت می‌کنند. بدون حاکمیت قانون در سطح ملی و بین‌المللی هر کوششی در جهت رشد اقتصادی فراگیر و با دوام در هر جامعه‌ای محکوم به شکست است. چارچوبهای حقوقی با ثبات و قابل پیش بینی، پیش شرط توسعه هدفمند، فراگیر و با دوام خواهد بود و سرمایه‌گذاری و کارآفرینی را تسهیل خواهد کرد. از آنجا که صلح جهانی همواره موضوع مهم دیگری در دستور کار جنبش عدم تعهد بوده است، باید تأکید کنم که حاکمیت قانون در سطح بین‌المللی، پیش شرط حفظ و اعتلای صلح جهانی است. در حالیکه حاکمیت قانون باید راهنمای پاسخ جمعی ما به چالشهای جاری باشد، منشور ملل متحد راهنمای مناسبی برای اعضای سازمان ملل جهت تثبیت صلحی عادلانه و بادوام، در سراسر جهان است. مهمترین اصلی که ما اعضای سازمان ملل خود را نسبت به آن متعهد کرده‌ایم، اصل خودداری از توسل به زور یا تهدید به زور در روابط بین‌الملل مغایر با مفاد منشور است. حمایت از همه تلاشها برای اعتلای اصل برابریِ کلیه دولتها، احترام به تمامیت ارضی و استقلال سیاسی، حل صلح آمیز منازعات مبتنی بر اصل عدالت و حقوق بین‌الملل از دیگر اصول عمده‌ای است که در منشور مورد تأکید قرار گرفته است. در این زمینه، همچنین از کشورها قویا خواسته شده تا از وضع و اعمال هر گونه تدابیر یکجانبه اقتصادی، مالی یا تجاری که مغایر با حقوق بین‌الملل و مفاد منشور ملل متحد و مانع توسعه اقتصادی و اجتماعی کشورها، بویژه کشورهای در حال توسعه باشد، خودداری کنند. جنبش عدم تعهد بارها با تحریم‌های یکجانبه علیه اعضای خود مخالفت کرده است. ما باید روش‌های خلاقانه‌ای طرح کنیم تا مانع سوءاستفاده از مکانیسم شورای امنیت برای اعمال تحریم‌های غیرقانونی بر دولت‌های عضو شویم؛ تحریم‌هایی که برخی اعضای دایم آن را با هدف پیشبرد سیاست خارجی کوتاه بینانه خود بکار می‌گیرند. افزون بر این ما باید در روابط بین‌الملل طرحی نو دراندازیم که در مقابل اعمال تحریم‌های یک جانبه قدرتهای بزرگ مقاومت کنیم. حق تعیین سرنوشت مردمی که تحت اشغال خارجی به سر می‌برند، وجهی دیگر از حاکمیت قانون است که مایلم مورد تأکید قرار دهم. جنبش عدم تعهد از ابتدا برای برخورد با ستمهای وارده بر مردم فلسطین، که تحت اشغال غیرانسانی و ستمگرانه به سر می‌برند، اولویت قائل بوده است. ما در چارچوب جنبش، مصمم به ادامه تلاش برای کمک به مردم فلسطین هستیم. من خوشحالم که در نوامبر گذشته گام عمده‌ای در این زمینه برداشته شد. جنبش عدم تعهد باید پیگیر این موضوع تا عضویت کامل فلسطین در سازمان ملل باشد.

## سلاح‌های هسته‌ای و شیمیایی
حسن روحانی دربارهٔ دستاوردهای مذاکرات خود در اولین سفر حسن روحانی به نیویورک گفت: در مذاکرات با مقامات کشورهای مختلف، در مورد سلاح‌های کشتار جمعی بحث‌هایی انجام شد که موفقیت‌های بسیار خوبی به دنبال داشت.
سلاح‌های هسته‌ای
حسن روحانی می‌گوید جمهوری اسلامی ایران خلع سلاح و عدم اشاعه سلاح هسته‌ای را برای صلح و ثبات بین‌المللی ضروری می‌داند و براساس تعهدات حقوقی، آموزه‌های دینی و اخلاقی و ملاحظات راهبردی به معاهده منع گسترش سلاح‌های هسته‌ای پایبند است و بر حق انکارناپذیر همه اعضای معاهده برای برخورداری از فناوری صلح آمیز هسته‌ای تأکید و اصرار دارد. ایران که خود بزرگترین قربانی استفاده سلاح‌های شیمیایی است، مخالف هرگونه تولید، نگهداری و بکارگیری این سلاح‌ها بوده، خواهان برچیده شدن کلیه سلاح‌های کشتار جمعی از منطقه است. ما همچنین معتقدیم که تسلیح گروه‌های افراطی و تکفیری و بویژه دستیابی این گروه‌ها به سلاح‌های شیمیایی بزرگترین خطر برای صلح و امنیت منطقه است و باید در تمامی طرح‌ها مورد توجه قرار گیرد. همچنین همه تلاش‌ها برای دستیابی به راه حل سیاسی می‌بایست هرگونه تهدید و توسل به زور را محکوم و منتفی نماید.
سلاح‌های شیمیایی
حسن روحانی تصریح کرده است که ایران با موضوع نظارت بر سلاح‌های شیمیایی موافق است. ما با سلاح‌های شیمیایی مخالفیم و معتقدیم کل منطقه باید عاری از سلاح‌های شیمیایی شود. جمهوری اسلامی ایران به معاهده منع سلاح‌های شیمیایی پیوسته است و معتقدیم که کشورهای منطقه نیز باید به این معاهده بپیوندند. وی در گفتگو با خانم آن کاری گزارشگر شبکه تلویزیونی ان بی سی گفت می‌دانید ما قربانی سلاح شیمیایی هستیم به همین دلیل بسیار بر روی این سلاح حساسیت داریم. ما خواهان برچیده شدن این سلاح در سراسر جهان و بویژه در منطقه حساس خاورمیانه هستیم. در این زمینه هر آن کاری از دست ما بر بیاید دریغ نخواهیم کرد.

## سازمان همکاری شانگهای
روحانی در تاریخ ۲۱ شهریور ۱۳۹۲ در نشست سازمان همکاری شانگهای که در بیشکک پایتخت قرقیزستان برگزار شد گفت در کنار فرصت‌ها، کشورهای منطقه با تهدیدهای مشترک روبرو هستند، «افراط گرایی»، «قاچاق مواد مخدر»، «تروریزم» و «حضور نیروهای فرامنطقه‌ای»، از چالش‌های اصلی در عرصه امنیت منطقه بشمار می‌روند که همکاری فزاینده اعضای سازمان را ضروری می‌سازد. سازمان همکاری شانگهای در منطقه گسترده و تأثیرگذار اوراسیا از مسئولیتی مهم و تاریخی برای تضمین توسعه پایدار سیاسی، اقتصادی و فرهنگی کشورهای حوزه خود برخوردار می‌باشد. پیوندهای عمیق تاریخی و فرهنگ‌های کهن و غنی، همکاری‌های اقتصادی بر مبنای منافع مشترک و ظرفیت‌های گسترده در حوزه انرژی و حمل و نقل، مناسبات پایدار سیاسی و ثبات منطقه‌ای را به ارمغان خواهد آورد. اتخاذ رویکردهای عملی برای توسعه همکاری‌های درون منطقه‌ای یک ضرورت انکارناپذیر است. مسیر تمدنی جاده ابریشم و حضور کشورهای مهم درعرصه تولید و مصرف انرژی در این سازمان، زمینه‌های مناسبی را فراهم ساخته است و لذا انتظار می‌رود سازمان هر چه سریع تر نسبت به فعال کردن این عرصه‌ها، بخصوص فعال سازی باشگاه انرژی و عملیاتی کردن همکاری در این زمینه، اهتمام ورزد. در کنار این فرصت‌ها، کشورهای منطقه با تهدیدهای مشترک نیز روبرو هستند. امضای یادداشت تفاهم همکاری میان سازمان‌های شانگهای و اکو در دسامبر ۲۰۰۷ گامی قابل توجه برای دستیابی به این اهداف و تضمین منافع جمعی اعضا می‌باشد. حضور اکثریت کشورهای عضو اکو در سازمان شانگهای، زمینه را برای تقویت همکاری‌های منطقه‌ای فراهم کرده است. ایران دارای جایگاه منحصربه‌فرد ژئوپولیتیکی، توانمندی‌های گسترده انسانی و مادی و اقتدار و استقلال سیاسی و اقتصادی بوده و میراث دار بخش مهمی از تمدن جهانی و اسلامی است. اشتراکات فرهنگی، تمدنی و تاریخی با اوراسیا، زمینه ساز ایفای نقش کشور من به عنوان سرزمین تعامل و دوستی و همزیستی صلح آمیز، فرهنگ‌ها و ملل و اقوام گوناگون در سایه اعتدال و احترام متقابل است. بهره‌برداری از این ظرفیت‌های عظیم درچارچوب ساز و کارهای مطلوب و بسترهای حقوقی مناسب به تقویت جایگاه سازمان همکاری شانگهای منجر خواهد شد. دنیا نیازمند نفی خشونت و افراطی گری است. سازمان همکاری شانگهای می‌تواند پرچمدار چنین حرکت جهانی باشد.

« شرایط جهانی شرایطی است که هرچه ارتباط بین ملت‌ها بیشتر باشد و فاصله‌ها کمتر باشد، ما بهتر می‌توانیم به منافع ملت‌ها کمک کنیم. سوء ظن‌ها، محاسبات نادرست دیوارهای فراوانی را بین ملت‌ها بوجود آورده، رهبران باید تلاش کنند این دیوارها را بردارند. »

حسن روحانی در گفتگوی شبکه ان‌بی‌سی

## رابطه کشورها پس از نظام دو قطبی و جنگ سرد
حسن روحانی پیوستگی متقابل را منطق تعاملات بین‌المللی در فضای انتقالی پس از جنگ سرد برمی‌شمرد. ائتلاف‌های منطقه‌ای پاسخ جمعی به چالش‌های جهانی است. پس از پایان تنش‌های نظام دو قطبی، رویکرد «همکاری» و «رقابت» جای «تقابل مطلق یا همکاری مطلق» را گرفته است. «همکاری منطقه‌ای» و «منطقه گرایی» در کنار بهره‌گیری از ظرفیت‌های فرامنطقه‌ای، نوید «نظم جهانی چند منطقه‌ای» را می‌دهد.

## همسایگان ایران
حسن روحانی می‌گوید یکی از اولویت‌های دولت تدبیر و امید داشتن رابطه مناسب‌تر و بهتر با همسایگان است. این دولت اهمیت وی‍ژه‌ای برای همسایگان چه عربی و یا غیر عربی قائل است. حسن روحانی در یک نشست خبری در پاسخ به سؤال خبرنگاری با اشاره به دیدارهای خود با برخی سران کشورهای همسایه از جمله ترکیه، عراق، پاکستان، افغانستان در سفر به نیویورک (۱۳۹۲) گفت: دراین دیدارها، اساس کار ما، ایجاد اعتماد بیشتر بین ایران و همسایگان، توسعه روابط اقتصادی، فرهنگی و گردشگری و حل وفصل مناقشات بود. رئیس‌جمهور ایران در رابطه با روابط گردشگری بین ایران، عربستان، عراق، بحرین و عمان می‌گوید روابط با عربستان و عراق در سطح وسیعی است و یکی از اهداف دولت ایجاد روابط صمیمی با همسایگان است و این سیاست دنبال می‌شود. روحانی می‌گوید برای گسترش روابط با همسایگان ملاقات‌هایی با برخی سران همسایه نیز تنظیم شده است.

## سازمان ملل متحد
حسن روحانی در دیدار با بان کی مون در مقر سازمان ملل متحد (۱۳۹۲) گفت: در شرایط کنونی نیازمند عزم راسخ برای حل و فصل مشکلات بین‌المللی هستیم و در این راستا سازمان ملل متحد و دبیرکل آن شایسته است، نقش مؤثری ایفا نماید. حسن روحانی (رئیس وقت جنبش عدم تعهد)، اصلاح ساختار سازمان ملل و شورای امنیت را به گونه‌ای که شورای امنیت تبدیل به نهادی گردد که از همه ملت‌های دنیا حمایت نماید، ضروری دانست. حسن روحانی با بیان اینکه شورای امنیت نباید تبدیل به ابزاری برای کشورهای خاص گردد، گفت: مشارکت کشورهای در حال توسعه در روند کار شورای امنیت یک ضرورت است. انتظار از سازمان ملل این بود که وقتی دانشمندان ما را ترور کردند عکس العملی مناسب نشان می‌داد. رئیس جمهور ایران گفت: از سازمان ملل و دبیرکل انتظار داریم با اتخاذ ابتکارات مناسب تلاش کنند که مسئله تحریم‌ها رفع و قطع شود و ایران از همه حقوقش از جمله غنی سازی در خاک خود بهره‌مند گردد.

## بحران سوریه
حسن روحانی در مورد جنگ داخلی سوریه گفته است: حل معضلات سوریه بر عهده مردم سوریه است. تصمیم‌گیر نهایی نسبت به عاقبت سوریه؛ ملت سوریه است. البته ما با تروریسم، جنگ داخلی و دخالت‌های کشورهای دیگر موافق نیستیم. دولت کنونی سوریه باید به عنوان دولت در نظر همه کشورهای جهان باشد. در انتخابات ۲۰۱۴ نظر ملت سوریه هر چه بود، حاکم خواهد شد. وی بر لزوم حضور دولت کنونی (بشار اسد) تا انتخابات ۲۰۱۴ تأکید کرد.
روحانی گفته است سیاست جمهوری اسلامی ایران کمک به ملت‌ها و دولت‌های منطقه است و راه‌حل رفع مشکلات منطقه و به ویژه سوریه را نظامی نمی‌دانم بلکه به دنبال فراهم آوردن آتش‌بس در سوریه هستیم تا از کشتار جلوگیری شود. خارجی‌ها نباید در امور سوریه دخالت کنند و معتقدم مردم سوریه برای سرنوشت خود باید خود تصمیم بگیرند.
وی همچنین در پاسخ پیام تبریک بشار اسد ابراز اطمینان کرد که «با تلاش نیروهای خیرخواه و صلح طلب، ملت بزرگ و مقاوم سوریه خواهد توانست مرحله کنونی را به طور کامل پشت سرنهاده و استقلال و تمامیت ارضی خود را بطور کامل حفظ کند.»
واشینگتن پست از قول حسن روحانی نوشت هیچ قدرتی در جهان قادر نیست در روابط ایران و سوریه و اتحاد ده‌ها ساله دو کشور خدشه‌ای وارد کند. این روزنامه نقل قولی از حسن روحانی را بنا به گزارش خبرگزاری رسمی سوریه en:SANA روایت کرده که گفته است سوریه از این نبرد پیروز بیرون خواهد آمد. هیچ نیرویی قادر نیست به روابط عمیق، استراتژیک و تاریخی بین مردم سوریه و ایران آسیب بزند. حسن روحانی مداخلات خارجی در سوریه را محکوم کرد و گفت کشورهای عربی تلاش شکست‌خورده‌ای برای حمله به محور مقاومت و عدم پذیرش نقشه صهیونیستی، آمریکایی در پیش گرفته‌اند. روحانی گفت ما در سوریه تروریسم، دخالت خارجی و ارسال تسلیحات را محکوم می‌کنیم. مشکل سوریه فقط یک راهکار دارد. اگر کشورهای منطقه مثل ایران و ترکیه مساعدت نمایند پروسه حل مشکلات سوریه بهتر پیش می‌رود ولی نهایتاً این ملت سوریه هستند که باید در مورد خودشان تصمیم بگیرند.
حسن روحانی پس از انفجارهای شیمیایی در سوریه گفت شرایطی که امروز در سوریه حاکم شده و بسیاری از مردم بیگناه آن، آن هم توسط عوامل شیمیایی مصدوم یا شهید شده‌اند، اسف‌بار است. کاربرد سلاح شیمیایی کاملاً و قویا محکوم است و دولت جمهوری اسلامی که خود قربانی سلاح‌های شیمیایی است به جامعه جهانی توجه می‌دهد که همه توان خود را برای جلوگیری از کاربرد این سلاح‌ها در همه جا به ویژه در سوریه به کار گیرد. ناامنی‌ها و اقدامات تروریستی در لبنان و حمله هوایی رژیم اسرائیل در این شرایط به لبنان نه تنها محکوم است بلکه نشانه آن است که دشمنان توطئه بزرگی برای منطقه حساس خاورمیانه طراحی کرده‌اند. این توطئه‌ها در سوریه و لبنان و مصر بیش از هر جای دیگر مشهود است و می‌دانیم بی‌ثباتی منطقه به ضرر منطقه و مسلمانان و تنها به سود اسرائیل خواهد بود.
حسن روحانی می‌گوید ثبات و امنیت سوریه بسیار برای ما حائز اهمیت است. جمهوری اسلامی ایران در این زمینه وظیفه بسیار مهمی را برعهده دارد. خوشبختانه امروز غرب که به بهانه‌هایی تصمیم حمله به سوریه را دارد با مشکلاتی روبرو است، امروز نزدیکترین متحد آمریکا یعنی انگلیس در پارلمان خود دچار مشکل می‌شود به دلیل آن است که تبعات جنگ را در این منطقه دیده و می‌دانند که این آثار برای ملت‌های جهان بسیار مخرب است. اینکه آمریکا برای انجام اقدامات خود علیه سوریه از کنگره خود نظرخواهی کرده است به معنای آن است که آمریکا مشروعیت بین‌المللی از سازمان ملل و شورای امنیت و افکار عمومی برای انجام این اقدام ندارد و از سویی دیگر در داخل کشور خود نیز دچار مشکل است. بی‌تردید مداخله خارجی و تقویت تروریسم در منطقه عامل اصلی مشکلات در منطقه است. ما معتقدیم مهمترین مشکل در سوریه دخالت‌های خارجی و میدان دادن به تروریست‌ها در این کشور است در حالی که مبنا و ملاک رای و خواسته مردم است. جمهوری اسلامی ایران همه تلاش انسانی خود را نسبت به مردم سوریه انجام داده و خواهد داد و نسبت به تعهد خود به ثبات منطقه و اقداماتی که در این زمینه لازم بوده انجام داده و خواهد داد و می‌داند که شروع جنگ و حمله به سوریه چه مشکلاتی را برای کل منطقه بوجود خواهد آورد از این رو تمام اقدامات سیاسی و بین‌المللی خود را انجام داده و ادامه خواهد داد. البته اگر برای مردم سوریه مشکلاتی بوجود آید جمهوری اسلامی ایران به وظایف دینی و نوع دوستانه خود برای کمک غذایی و دارویی به مردم سوریه اقدام خواهد کرد. جمهوری اسلامی ایران همان‌طور که پیش از این نیز اعلام کرده هر گونه اقدام علیه سوریه را نه تنها به ضرر منطقه بلکه به ضرر دوستان آمریکا نیز می‌داند و معتقد است که این اقدام هیچ نفعی برای هیچ‌کس نخواهد داشت.
اوضاع سوریه به دلیل آنکه این کشور در خط مقدم مقاومت بوده و هست و اهمیت مضاعفی دارد و دولت همه توان خود را بکار گرفته تا جنگی علیه این کشور اتفاق نیفتد.
حسن روحانی می‌گوید در سوریه شاهد طایفه‌گری، افراط‌گری، تروریسم و مداخله خارجی هستیم، بهانه اخیری که آمریکا و حامیانش شروع کرده‌اند، مسئله شیمیایی است که البته ما به طور قاطع استفاده از سلاح شیمیایی را در هر کشوری محکوم می‌کنیم، اما شاهدیم که به این بهانه می‌خواهند در سوریه مداخله کنند. جمهوری اسلامی ایران در زمینه تحولات اخیر در سوریه بسیار فعال بوده است. من مذاکرات دیپلماسی با سران برخی کشورها داشته‌ام و وزیر خارجه (محمدجواد ظریف) با بیش از ۳۵ وزیر خارجه مذاکره تلفنی داشته‌اند و امیدواریم تلاش‌ها کم‌کم به ثمر بنشیند و امیدواریم جنگی آغاز نشود. البته علامت‌هایی مشاهده می‌کنیم و اگر موفق شویم منطقه و سوریه را از حمله نظامی دور کنیم، قدمی مهم برای ثبات منطقه برداشته‌ایم. هر تلاشی را که موجب جلوگیری از جنگ شود، انجام می‌دهیم. اگر این جنگ آغاز شود، آثار مخربی به همراه خواهد داشت و موضوع خطرناکی است. از سوی دیگر، اول از همه دامن کسانی را می‌گیرد که شروع‌کننده جنگ بودند. همان‌طور که قبلاً نیز گفتیم، ما حمایت‌های نوع دوستانه خود به مردم سوریه را انجام می‌دهیم.
حسن روحانی می‌گوید تسلیح گروه‌های افراطی و تکفیری و بویژه دستیابی این گروه‌ها به سلاح‌های شیمیایی، بزرگترین خطر برای صلح و امنیت منطقه است. دنیا نیازمند نفی خشونت و افراطی‌گری است.
من به صراحت گفتم کمک‌های ما به سوریه نوع دوستانه است، دلیلش هم این است که بارها هواپیمایی که از ایران به سوریه می‌رفت با فشار آمریکا توسط دولت عراق به زمین نشانده شده و مورد بازرسی قرار گرفته و دیده‌اند که کمک‌ها صرفاً کمک‌های نوع دوستانه است.
حسن روحانی پس از سفر از نیویورک (۱۳۹۲) گفت مردم سوریه باید بتوانند در فضایی آزاد و امن برای مملکت خودشان تصمیمات لازم را بگیرند. رئیس جمهور ایران همچنین با تأکید بر مخالفت ایران با حضور کشورهای بیگانه در منطقه گفت که در خصوص مسئله سوریه نیز مشغول مذاکره با همسایگان این کشور هستیم. وی همچنین افزود در هرگونه فعالیت بین‌المللی برای ثبات در سوریه از جمله ژنو ۲ که از ایران دعوت شود حضور خواهیم یافت. ما راه حل سوریه را راه حل نظامی نمی‌دانیم و کشورها باید دست به دست هم دهند و رنج مردم سوریه را کاهش دهند. حسن روحانی با محکومیت کاربرد سلاح‌های شیمیایی در سوریه گفت: از اینکه دولت سوریه به معاهده منع استفاده از سلاح‌های شیمیایی پیوسته خوشحال هستیم. حسن روحانی گفت ما بر این معتقدیم که سوریه نباید تجزیه شود، تروریست‌ها باید این کشور را ترک کنند، جنگی نباید از سوی قدرت‌های خارجی بر این کشور تحمیل شود و راه حل بحران این کشور فقط سیاسی است. باید شرایط را برای مذاکره بین معارضین و دولت سوریه فراهم کنیم. اصولی که مورد نظر ماست اگر مورد توافق کشورهای مذاکره کننده طرف ما باشد، راحت تر می‌توانیم به مقصدمان دست یابیم. وی گفت: در نهایت باید بین دولت سوریه و گروه‌های معارض توافق حاصل شود. در سوریه از یک طرف دولت و از طرفی گروه‌های معارض و طرف دیگر گروه‌های تروریستی فعال هستند و ما معتقدیم گروه‌های تروریستی باید خاک سوریه را ترک کنند. مشکل سوریه مشکل تروریست‌ها است و همه باید در این خصوص حساسیت نشان داده و مسئله معارضین سوری نیز باید در پای میز مذاکره حل شود.
حسن روحانی در کنفرانس مطبوعاتی خود در نیویورک (۱۳۹۲) و در خصوص حضور گروه‌های نظامی (تروریستی) در سوریه گفت: جامعه جهانی باید نسبت به این گروه‌های تروریستی از جمله القاعده، بسیار حساس باشد.

## بحران مصر
حسن روحانی حمله ارتش به مردم مصر (۲۳ مرداد ۱۳۹۲) را محکوم کرد و کشتار آنها را مظلومانه و دشمنانه دانست.

## تروریسم
روحانی می‌گوید جامعه جهانی باید برروی گروه‌های تروریستی بسیار حساس باشد. تروریسم خطر بزرگی برای امنیت منطقه ما و امنیت جهانی است. بر اساس طرح پیشنهادی اینجانب به سازمان ملل باید همه در جهت مبارزه با افراطی گری و خشونت و مبارزه با تروریزم گام بردارند. تروریزم مانند میکروبی است که از نقطه‌ای به نقطه دیگر حرکت می‌کنند و برای صلح جهانی خطرناک هستند.
روحانی در اردیبهشت ۱۳۹۴ در دیدار وزیر روابط و همکاری‌های بین‌الملل آفریقای جنوبی بر لزوم مبارزه مشترک با تروریسم و خشونت تأکید کرد و گفت: ویروس خشونت و تروریسم در حال سرایت به همه نقاط جهان است و همه باید در برابر این ویروس خطرناک دست به دست هم دهیم.

## سند چشم‌انداز و اصل ۴۴ قانون اساسی
حسن روحانی درخصوص سند چشم‌انداز ۱۴۰۴ ایران و اصل ۴۴ قانون اساسی می‌گوید «در واقع بعد از بیست سال دعوا بین راست و چپ که باید استراتژی چه باشد و چگونه باشد ترسیم آینده چگونه باشد سیاست بلندمدت چگونه باشد خوشبختانه در دولت اصلاحات این سند مورد بررسی قرار گرفت در سازمان مدیریت در بخش‌های مختلف و بعد به مجمع تشخیص مصلحت نظام آمد با مدیریت حضرت آیت‌الله هاشمی رفسنجانی و تلاشی که در مجمع شد با همکاری دولت، منتهی شد به سند چشم‌انداز بیست ساله، این سند خیلی مهم بود این سند در واقع خیلی از دعواها و بحث‌ها و تضارب آرائی که در آن سالها بود حل و فصل کرد استراتژی ملی را توسعه قرار داد گفت ایران کشوری است توسعه یافته، پیشرفت و توسعه شد مبنا، و این بسیار مهم بود اما وقتی ما همه تصمیم می‌گیریم روی یک مسئله‌ای و می‌گوییم استراتژی ملی باید توسعه باشد آن وقت همه باید ملتزم به آن باشیم لوازم آن را مدنظر قرار بدهیم گاهی وقتها بعضی از حرفها زده می‌شود در حد حرف و بحث باقی می‌ماند گاهی وقتها بعضی از نکات گفته می‌شود به لوازمش ما توجه نداریم خود مجمع ناچار شد بعداً یک مصوبه دیگری را بگذراند که بگویم لوازم این چشم‌انداز چیست چون دید چند سال گذشته و به این چشم‌انداز عمل نشد به لوازمش متعهد نبودند در مقام عمل، بنابراین چشم‌انداز بیست ساله بسیار مهم است ولی متأسفانه بیش از یک سوم از زمان اجرایش گذشته و ما الان از چشم‌انداز بسیار عقبیم خب شما می‌دانید طبق چشم‌انداز بنا بود که نرخ رشد ما هشت درصد باشد حداقل، آنهم هشت درصد به طور مستمر و خب در برنامه پنج ساله‌ای که برنامه چهارم بود که در واقع چهار سال گذشت و این برنامه تمام شد به جای رشد هشت درصد شد رشد چهار و نیم، بعد هم که رشد در این سالهای اخیر کمتر شد الان رشد سالی که گذشت که هنوز اعلام رسمی نشده و گفته می‌شود که منفی است بنابراین ما الان از چشم‌انداز خیلی فاصله داریم راهش این است یک رشد بسیار پرشتابی را آغاز کنیم خیلی مهم است همه تصمیم بگیریم برای توسعه، در مقام عمل خیلی حرف‌ها زده می‌شود و خیلی رفتارها نشان داده می‌شود که این رفتار و عمل با آن توسعه و پیشرفت سازگاری ندارد این دهه هم که دهه پیشرفت و عدالت است اگر ما در مقام عمل همه متعهد باشیم البته که رئیس جمهور نقش بسیار زیادی دارد برای اینکه دستگاه‌های اجرایی خودش را بسیج کند و بتواند عقب ماندگی را اولاً جبران کند و بعد هم در فرصت باقی‌مانده به اهداف چشم‌انداز برسد یک بخش برای رسیدن به توسعه مورد نظر چشم‌انداز همین اصل چهل و چهاری است که شما اشاره کردید اصل چهل و چهار، رهبری معظم فرمودند انقلاب اقتصادی است اما متأسفانه این انقلاب تحقق پیدا نکرد یعنی قرار بود که ما بخش‌های بزرگی از صنعت را به مردم واگذار کنیم یادمان نرود هر کجا به مردم تکیه کردیم پیروز شدیم هر وقت اسم مردم بردیم کار دیگر کردیم موفقیت یا نداشتیم یا بسیار اندک بود در اصل چهل و چهار بسیاری از بنگاه‌ها به ظاهر خصوصی شد واگذار شد به بخش خصوصی به ظاهر اما آمار و ارقام می‌گوید فقط سیزده و نیم درصد به بخش خصوصی واگذار شد و بقیه به شبه دولتی واگذار شد به دستگاه‌های مختلفی که شبه دولتی بودند یک بخشی هم شد سهام عدالت، در سهام عدالت درست است این سهام به مردم واگذار شد اما یادمان باشد اصل چهل و چهار برای این نبود که تنها مالکیت واگذار بشود و خصوصی بشود به غیر از مسئله مالکیت، بحث مدیریت بود مدیریت به مردم واگذار بشود بنابراین باید یک تلاش مجدانه‌ای صورت بگیرد برای اینکه اصل چهل و چهار عمل شود به نظر من تاکنون تقریباً اصل چهل و چهار عمل نشده به سند چشم‌انداز توجه چندانی نشده ما باید برگردیم به سند بالادستی خودمان به چشم‌انداز، سیاست‌های کلی اصل چهل و چهار و من معتقدم با اجرای همین دو سیاست بلندمدت و سیاست کلی، شاهد یک تحول بزرگ در کشور خواهیم بود.»

## جنگ ۳۳ روزه، حزب‌الله و اسرائیل
حسن روحانی در سخنرانی خود در همایش استانی خبرگان رهبری در ۱۳۸۵/۵/۲۴ در تبریز گفت: «پیروزی در جنگ ۳۳ روزه یک پیروزی تاریخی و بی بدیل در طول ۵۸ سالی که این غده سرطانی در این منطقه حساس ایجاد شده است، بود. ما چنین پیروزی در تاریخ مبارزه با کشورها و ملت‌های منطقه با این غده سرطانی نداشته‌ایم. در واقع اسرائیل در این جنگ ۳۳ روزه به هیچ‌یک از اهدافش نرسید. آنچه حاصل شد، شکسته شدن ابهت نظامی اسرائیل در منطقه که خود را ارتش شکست ناپذیر لقب می‌داد.»
حسن روحانی در تاریخ ۱۱ مرداد ۱۳۹۲ در مراسم روز قدس گفت: «رژیم صهیونیستی زخمی است که سال‌ها بر بدن دنیای اسلام نشسته است. در منطقه ما در سایه اشغال سرزمین فلسطین و قدس عزیز، زخمی بر بدن دنیای اسلام نشسته و این یادآور آن است که مردم مسلمان این حق تاریخی خود را فراموش نخواهند کرد و در برابر ظلم و تجاوز ایستادگی خواهند کرد.» وی این روز را یکی از یادگارهای آیت‌اله خمینی خواند.
آسوشیتدپرس از قول روحانی نوشت اشغال فلسطین همانند یک زخم است.
حسن روحانی در سیزدهمین نشست سران سازمان همکاری شانگهای گفت منطقه ما در طول دهه‌های گذشته با معضلات فراوانی که در رأس آن اشغال سرزمین و پایمال شدن حقوق مردم فلسطین است، مواجه بوده است. اما امروز احتمال بروز جنگی جدید در منطقه ما نگرانی جدی جامعه بین‌المللی را برانگیخته است.
حسن روحانی در گفتگو با شبکه تلویزیونی ان بی سی در خصوص اسراییل و این پرسش «نتانیاهو، نخست وزیر اسرائیل گفته است- عذر خواهی می‌کنم این نقل قول از او است- او گفته که شما (گرگی در لباس میش هستید و) فقط لبخند می‌زنید و این نگرانی هست که شما هم دنبال ساخت بمب باشید. آیا واقعاً ایران تحت هیچ شرایطی بمب هسته‌ای نخواهد ساخت؟» گفت «اولاً دولتی که اشغالگر هست و همواره بر مردم منطقه ظلم روا می‌دارد و منطقه را با سیاست‌های جنگ طلبانه خودش ناامن کرده، نباید بخودش اجازه دهد راجع به دولت برآمده از آرای آزاد مردم سخن بگوید. ما آنقدر شهامت داریم که آنچه اعتقاد داریم را به صراحت بیان کنیم. ما به صراحت اعلام کرده‌ایم دنبال سلاح هسته‌ای نیستیم و نخواهیم بود؛ بنابراین اینکه یک کشور تجاوزگر در منطقه بخواهد راجع به دولت مردمی یک کشور متمدن اینچنین سخن بگوید باید بداند که دوران لحن‌های توهین آمیز سپری شده است.»
حسن روحانی در کنفرانس مطبوعاتی خود در نیویورک (۱۳۹۲) گفت ما می‌خواهیم خاورمیانه جزو مناطقی باشد که عاری از هرگونه سلاح هسته‌ای باشد. وی اضافه کرد اکنون یک رژیم در منطقه دارای سلاح‌های هسته‌ای است.

### دیدگاه وزارت خارجه
محمدجواد ظریف وزیر امور خارجه ایران در آستانه سخنرانی بنیامین نتانیاهو در شصت و هشتمین مجمع عمومی سازمان ملل، وی را منزوی‌ترین فرد در این سازمان جهانی نامید. وی گفت از نتانیاهو به جز دروغگویی، فریب و ایجاد ترس انتظاری نداریم ولی از مردم دنیا انتظار داریم که این دروغ‌ها را بی‌پاسخ نگذارند. نباید اجازه دهیم کسانی که در شصت سال گذشته مردم فلسطین را به خاک و خون کشیده‌اند، بیشترین ظلم‌ها و تجاوزها را کرده‌اند و امروز با سلاح اتمی خود بیشترین خطر را برای منطقه و دنیا ایجاد کرده‌اند، بخواهند خود را طرفدار خلع سلاح و یا حمایت از حقوق بشر معرفی و مظلوم نمایی کنند و از دنیا باج بگیرند. ما چنین اجازه‌ای را به رژیم صهیونیستی نخواهیم داد چون بیست و دو سال است رژیم صهیونیستی به دروغ می‌گوید که ایران شش ماه دیگر سلاح هسته‌ای خواهد داشت، دنیا باید بعد از این همه سال، واقعیت دروغ‌ها را بفهمد و نباید اجازه دهد که وی با این دروغ‌ها، هوش و فهم جامعه بین‌المللی را به سخره گیرد.

## وزارت امور خارجه
وزیر امور خارجه حسن روحانی در دولت یازدهم محمدجواد ظریف می‌باشد.

## دیدگاه رهبر ایران
آیت اله سیدعلی خامنه‌ای رهبر ایران می‌گوید نرمش و انعطاف و مانور هنرمندانه و قهرمانانه مورد قبول و مطلوب است؛ البته باید اصول و آرمان‌ها نیز حفظ شود. سیاست خارجی این دولت با آغاز خوبی مواجه شد و ما در مراسم تحلیف مشاهده کردیم که هیئت‌هایی از ۵۰ کشور حضور پیدا کردند و برای اولین بار بود که این اتفاق رخ می‌داد. یازده هیئت در بالاترین سطح حضور پیدا کردند و بقیه هیئت‌ها نیز در سطح وزرای خارجه یا وزرای دیگر و یا نمایندگان ویژه بودند.
آیت الله خامنه‌ای، رهبر جمهوری اسلامی در روز ۱۳ مهر ۱۳۹۲ در یک مراسم نظامی در نخستین سخنرانی خود پس از بازگشت حسن روحانی از نیویورک تأکید کرد: «ما از تحرک دیپلماسی دولت از جمله سفر نیویورک حمایت می‌کنیم زیرا به دولت خدمتگزار اعتماد داریم و به آن خوشبین هستیم، اما برخی از آنچه که در سفر نیویورک پیش آمد، بجا نبود، چون ما دولت آمریکا را غیرقابل اعتماد، خودبرتربین، غیرمنطقی و عهدشکن می‌دانیم. ما به مسئولین خودمان اعتماد داریم و از آنها می‌خواهیم با دقت و با ملاحظه همه جوانب، گام‌ها را محکم بردارند و منافع ملی را به فراموشی نسپارند. آیت‌الله خامنه‌ای با اشاره به بدبینی و بی‌اعتمادی نظام اسلامی به آمریکا، دولت آمریکا را دولتی در پنجه صهیونیست‌ها خواند و اضافه کرد: دولت آمریکا در واقع در جهت منافع صهیونیست‌ها حرکت می‌کند و از همه دنیا باج می‌گیرد و به رژیم صهیونیستی باج می‌دهد.»

## سفر به اجلاس مجمع عمومی سازمان ملل
حسن روحانی با اشاره به سفر خود به نیویورک برای حضور در اجلاس مجمع عمومی سازمان ملل که در ماه سپتامبر ۲۰۱۳ انجام می‌شود، گفت که دبیرکل سازمان ملل (بان کی‌مون) برای این سفر از من دعوت کرده است و حضور من در این اجلاس و سخنرانی من و اعلام مواضع دولت جدید از اهمیت زیادی برخوردار است. وی پس از این سفر گفت هدف سفر به آمریکا این بود که مطالبات و حقوق مردم را در صحنه بین‌المللی تبیین و دنبال کنیم که خوشبختانه در این سفر فرصت بیشتری فراهم بود.
رئیس جمهور ایران در نشست خبری پس از بازگشت از نیویورک گفت سخنرانی اوباما را گامی مثبت برای حل مسایل ایران و غرب ارزیابی می‌کنیم. لحن سخنرانی برخی از مقامات عالی رتبه اروپایی و همچنین سخنرانی اوباما که لحنی متفاوت با گذشته داشت باید به عنوان یک قدم مثبت برای حل وفصل مسایل بین ایران و غرب ارزیابی کنیم. برنامه مقدماتی برای برگزاری نشست دو جانبه بین ایران و آمریکا فراهم شده بود که بین من و اوباما دیداری برگزار شود. طرف آمریکایی ابراز تمایل کرده بود و ما هم مشکلی برای دیدار نداشتیم اما در برنامه‌ریزی برای نحوه این دیدار و نتایجی که دیدار اول باید داشته باشد، وقت و زمان کافی نبود و دو طرف بر این توجه کردند که زمان کافی وجود نداشت.
حسن روحانی در سفر خود به نیویورک با روسای جمهور فرانسه، اتریش، نخست‌وزیر پاکستان، تونس، رئیس‌جمهور ترکیه، لبنان، سریلانکا، ژاپن، کفیل ریاست جمهوری عراق، رئیس صندوق پول، دبیر سازمان کنفرانس اسلامی، دبیرکل سازمان ملل و معاونینش، نخست‌وزیران اسپانیا و ایتالیا و همچنین وزیر خارجه آلمان و نماینده ویژه دبیرکل سازمان ملل متحد در امور سوریه و هموطنان مقیم در آمریکا دیدار و گفتگو کرد.
حسن روحانی در چهارمین و آخرین روز از سفر خود به نیویورک، در پاسخ به سؤال خبرنگار نیویورک تایمز دربارهٔ دستاوردهای این سفر، گفت: می‌خواهم این سفر اولین گام برای رابطه بین دو ملت بزرگ ایران و آمریکا باشد. دستاوردهای این سفر در حد یک سفر چهار روزه قابل قبول است و امیدوارم این سفر آغاز کننده روابط بهتر و سازنده با کشورهای جهان باشد. می‌خواهم این سفر اولین گام برای روابط بهتر دو ملت ایران و آمریکا باشد و نسبت به دو دولت، حداقل جلوی تنش‌های بیشتر را بگیریم و زمینه‌ای برای دست یابی به منافع مشترک فراهم کنیم. وی همچنین گفت ما در طول حضور خود در نیویورک عملاً به دنبال یک برآورد دقیق تر از فضای جدید جهانی بعد از شروع کار این دولت بوده‌ایم و فکر می‌کنم در این زمینه دست‌آوردهای خوبی داشتیم. ما دنبال این بودیم که بهترین مسیر و شیوه را برای بازسازی جایگاه منطقه‌ای و جهانی ایران ترسیم کنیم. در این زمینه در مذاکره و بحث‌هایی که صورت گرفت، با تشریح مواضع، برخی توافقات حاصل و دست‌آوردهای خوبی به دست آمد. ما دنبال تقویت روابط با تمامی طرف‌های مذاکره کننده بودیم و فکر می‌کنم موفقیت‌ها بیش از حد انتظار بوده است و زمینه برای روابط گسترده‌تر فراهم است.
اولین گفتگو تلفنی رؤسای جمهور ایران و آمریکا
در ساعات پایانی روز ۵ مهر ۱۳۹۲ در حالی که رئیس جمهور و هیئت ایرانی شرکت کننده در شصت و هشتمین مجمع عمومی سازمان ملل متحد از فرودگاه جان اف کندی قصد بازگشت به ایران را داشتند، حسن روحانی به عنوان رئیس جمهور ایران برای اولین بار در تاریخ انقلاب اسلامی با رئیس جمهور ایالات متحده آمریکا، باراک اوباما، به صورت مستقیم و از طریق مکالمه تلفنی گفتگو کرد و دو طرف بر اراده سیاسی برای حل سریع مسئله هسته‌ای تأکید کرده و زمینه را برای حل موضوعات دیگر و همکاری در مسائل منطقه‌ای مورد توجه قرار دادند.
حسن روحانی در رابطه با دیدار با باراک اوباما در نیویورک گفت بین ما و آمریکا مسائل بسیاری از ۶۰ سال گذشته وجود داشته است، آمریکا با ایران قبل و بعد از انقلاب تنش‌هایی داشته، مسائل مهمی در منطقه نسبت به ایران بوده است، اینکه ملاقاتی در سطح دو رئیس جمهور بعد از ۳۵ سال انجام شود نیاز به مقدماتی داشت به همین دلیل این کار نارس بود، به همین دلیل این ملاقات انجام نشد.
رئیس جمهور ایران دربارهٔ مباحث مطرح شده در گفتگوی تلفنی گفت بحثی که با اوباما داشتیم عمدتاً مسئله هسته‌ای بود، گفتیم این مسئله نه تنها حق مردم ایران است بلکه غرور ملی ملت ایران است که رئیس جمهور آمریکا هم عنوان کرد ما به حقوق هسته‌ای ملت ایران اذعان داریم. وی ادامه داد: دربارهٔ ۱+۵ گفتم با دریچه‌ای که از سوی ملت ایران ایجاد شده باید از این فرصت استفاده و در این مسئله تسریع کرد که رئیس جمهور آمریکا گفت: من به وزیر خارجه دستور می‌دهم که در این امر تسریع داشته باشد؛ عمده بحث ما این بود که در بحث هسته‌ای با سرعت بیشتری عمل کنیم.
عابد فتاحی پس از نخستین جلسه مشترک حسن روحانی با نمایندگان مجلس در تاریخ ۹ مهر ۱۳۹۲ از قول حسن روحانی گفت تأثیر گفتگوی ایران و آمریکا به حدی خوب بوده که مقرر شده در کنگره آمریکا گروه دوستی با ایران تشکیل شود که در این صورت نیز باید در مجلس شورای اسلامی گروه دوستی با آمریکا تشکیل شود.

## کتاب‌های مرتبط
کتاب‌هایی از حسن روحانی موجود است که بازگو کننده دیدگاه‌های وی در موضوع سیاست خارجی است. این کتاب‌ها عبارتند از امنیت ملی و دیپلماسی هسته‌ای و امنیت ملی و سیاست خارجی.